# Trusebahn
Trusebahn – dawna jednotorowa i niezelektryfikowana wąskotorowa (750 mm) linia kolejowa w kraju związkowym Turyngia. Łączyła miejscowości Wernshausen i Trusetal.